# Mário Félix
Irmão Mário Félix (Santa Marta do Bouro, Amares, 27 de dezembro de 1860 – Griñón, Espanha, 28 de julho de 1936), batizado Manuel José de Sousa, foi um religioso lassalista português. Mártir da Guerra Civil Espanhola, foi beatificado em 2013 pelo Papa Francisco.

## Vida e obra
Nasceu em Santa Marta do Bouro, Arciprestado de Amares, a 27 de Dezembro de 1860, tendo ainda em criança emigrado para o Brasil, onde trabalhou numa empresa de confecções do Rio de Janeiro pertencente a um tio.
Durante a permanência no Rio de Janeiro estabeleceu contactos com cristãos protestantes, que lhe despertaram o interesse pela leitura da Bíblia, e mais tarde manteve contactos com padres jesuítas, relação que o conduziu ao catolicismo.
Regressou a Portugal e fixou-se em Lisboa como tecelão. A 14 de Junho de 1888, aos 28 anos de idade, entrou no Instituto de La Salle. A 15 de Agosto do mesmo ano Manuel José de Sousa tomou o hábito com o nome de Irmão Mário Félix. Passou por várias casas da congregação até chegar à comunidade de Griñón.

### Martírio
Durante a Guerra Civil Espanhola decorreram diversas campanhas de perseguição religiosa.
Pelas 13 horas do dia 28 de Julho de 1936 centenas de revolucionários invadiram o Convento de La Salle, em Griñón, onde restavam 12 religiosos e os jovens noviços, e que se encontravam reunidos na Capela para a celebração da Santa Missa. 
Depois de destruírem os símbolos religiosos da instituição, separaram os religiosos dos noviços, poupando estes últimos ao martírio. No exterior, os religiosos, entre os quais o Irmão Mário Félix, foram alinhados. Os 12 frades pediram um minuto e, a rezar, perfilaram-se de frente para os militares. As suas últimas palavras foram: "Por Deus morremos de frente". De seguida foram fuzilados.
O reconhecimento do martírio dos religiosos foi determinado pelo Papa Bento XVI por Decreto de 19 de Dezembro de 2011.

## Beatificação
A sua Beatificação ocorreu em Tarragona no dia 13 de Outubro de 2013, juntamente com mais de 500 mártires da Guerra Civil Espanhola. A Beatificação foi presidida pelo Cardeal Angelo Amato, Prefeito da Congregação para as Causas dos Santos, em representação do Papa Francisco. 
A beatificação foi concelebrada por diversos bispos, entre os quais o Arcebispo Primaz de Braga D. Jorge Ortiga, prelado da Arquidiocese de origem do novo Beato. 
Cerca de uma centena de portugueses participaram naquela que foi classificada como a maior Beatificação colectiva da História da Igreja Católica. A população de Santa Marta do Bouro mostrou-se orgulhosa por um dos seus subir aos altares e espera que o corpo do Beato, sepultado em Espanha, possa ser trasladado para a localidade minhota, onde passou a ter uma capela e uma imagem na Igreja.